# Anna Maria Sarra
Anna Maria Sarra (geboren am 27. Dezember 1988 in Bari) ist eine italienische Opernsängerin (Sopran).

## Leben
Sarra studierte unter anderem in Matera, an der Accademia Nazionale di Santa Cecilia in Rom, in Pesaro und Bologna. Meisterkurse besuchte sie unter anderem bei Francisco Araiza, Bruno Bartoletti und Sonia Prina.
Im Oktober 2008 debütierte die Sängerin als Berenice in Rossinis L’occasione fa il ladro im Teatro dell’Opera Giocosa von Savona; diese Rolle sollte sie später auch am Teatro Nacional de São Carlos von Lissabon singen. Es folgten Debüts in zwei Pergolesi-Opern beim Opernfestival Città dei Sasse in Madera: als Serpina in La serva padrona und als Scintilla in La contadina astuta. Beim Festival Operistico del Mediterraneo sang sie erstmals die Fanny in Rossinis La cambiale di matrimonio und beim Projekt Opera Futura die Marzelline in Beethovens Fidelio. Diese Produktion war in Reggio Emilia, Modena, Ferrara und Bologna zu sehen. Am Teatro Guardassoni in Bologna übernahm sie die Titelpartie in Wolf-Ferraris Il segreto di Susanna und eine der beiden Zwillingsschwestern in Chaillys Procedura Pendle. 2009 nahm sie an einem Perfektionskurs des Rossini Opera Festivals in Pesaro teil und debütierte dort als Delia in Rossinis Il viaggio a Reims.
2011 folgten innerhalb weniger Monate drei wichtige Debüts: Beim Maggio Musicale Fiorentino übernahm Sarra die Elena in Nino Rotas komischer Oper Il cappello di paglia di Firenze, in Bologna sang sie erstmals die Micaëla in Georges Bizets Carmen, gleich anschließend in Ōtsu und Tokio die Frasquita in derselben Oper. In der Nino-Rota-Oper war sie abwechselnd in zwei verschiedenen Rollen – als Elena und als Anaide – auch in Cremona, Savona, Brescia, Pavia und Rovigo zu sehen und zu hören.
Bei den Festwochen der Alten Musik 2012 in Innsbruck verkörperte sie die Drusilla in Monteverdis L’incoronazione di Poppea. In der Spielzeit 2012/13 gehörte die Sängerin dem Jungen Ensemble des Theaters an der Wien und sang dort in drei Rossini-Produktionen: eine Coryphée in Le comte Ory szenisch im Haupthaus – neben Pretty Yende bzw. Cecilia Bartoli in der weiblichen Hauptrolle, die Cerere in Le nozze di Teti e di Peleo konzertant mit dem Ensemble Matheus unter Jean-Christophe Spinosi, sowie in der Dependance Wiener Kammeroper die Fanny in La cambiale di matrimonio. In der Kammeroper übernahm sie auch die Musetta in Puccinis La Bohème und die Dorinda in Händels Orlando. Während ihres Wiener Engagements betritt Sarra auch drei Konzerte.
Im Januar 2014 debütierte die Sängerin als Margret in Richard Strauss’ Feuersnot am Teatro Massimo di Palermo, im Oktober desselben Jahres als Adina in Gaetano Donizettis L’elisir d’amore im Teatro Carlo Felice von Genua.
Zu ihrem Konzertrepertoire zählen die Sopransoli in Pergolesis Stabat mater und dessen Salve Regina, Bachs h-Moll-Messe, Mendelssohn Bartholdys Elias, sowie in Orffs Carmina Burana.

## Auszeichnungen
- 2008: Concorso internazionale „Fedora Barbieri“, Viterbo
- 2008: Concorso internazionale „Franco Alfano“, Sanremo
- 2011: Internationaler Gesangswettbewerb für Barockoper Pietro Antonio Cesti, Innsbruck: Atle Vestersjø Young Talent Award